# Guanandizão
 (avril 2022).
Le contenu est difficilement compréhensible vu les erreurs de traduction, qui sont peut-être dues à l'utilisation d'un logiciel de traduction automatique.
 (mai 2022).
Ginásio Poliesportivo Avelino dos Reis, est un gymnase brésilien, situé à Campo Grande, Mato Grosso do Sul, ouvert par Pedro Pedrossian en 1984.
Son espace permet la réalisation des types d'événements les plus divers, des sports aux spectacles artistiques et culturels, des foires, des cérémonies de remise des diplômes, des congrès, des conventions et des fêtes organisées dans l'État du Mato Grosso do Sul.

## Récit
Le gymnase a été construit en 1984 par Pedro Pedrossian, sur l' Avenida Ernesto Geisel à Campo Grande.
Il a commencé à être administré par la mairie de Campo Grande en 2012. L'arène a une capacité de 8 240 personnes.
En plus d'un terrain de soccer, le site compte des terrains multisports, une piste de marche et un gym extérieur.
Parmi les événements qui ont eu lieu sur le site figurent l'affrontement de la Ligue mondiale de volleyball entre le Brésil et le Portugal en 2004 et un concert du chanteur Roberto Carlos en 2013,,.
En novembre 2013, le gymnase a été fermé après le concert du chanteur Roberto Carlos, lorsque des problèmes ont été constatés pour recevoir de grands événements.
En 2020, le gymnase a été rouvert. En octobre 2021, il reprend les activités sportives en salle.